# Neomicină
Neomicina este un antibiotic cu acțiune bactericidă din clasa aminoglicozidelor, fiind utilizat în tratamentul unor infecții bacteriene. Printre acestea se numără: infecții oftalmice superficiale, cauzate de bacterii sensibile (în combinație cu alte antibiotice), otite externe și infecții bacteriene la nivelul leziunilor cutanate (curativ și profilactic). Căile de administrare disponibile sunt orală și topică.
Molecula a fost patentată în anul 1950 și a fost aprobată pentru uz medical în anul 1952. Se află pe lista medicamentelor esențiale ale Organizației Mondiale a Sănătății.

## Utilizări medicale
Neomicina este de obicei utilizată în preparate farmaceutice de uz topic (unguente, pulberi), unde se află în combinație cu alte antibiotice, precum bacitracina (Baneocin). Se mai poate utiliza oral, tot în combinație.
Waksman și Lechevalier au observat inițial că neomicina era activă împotriva bacteriilor rezistente la streptomicină, precum și împotriva Mycobacterium tuberculosis, agentul cauzal al tuberculozei. Neomicina a fost utilizată și pentru tratarea creșterii excesive a bacteriilor din intestinul subțire. Neomicina nu se administrează prin injectare, deoarece este extrem de nefrotoxică (dăunează funcției renale), chiar și în comparație cu alte aminoglicozide. Excepție fac cazurile în care neomicina este inclusă, în cantități mici, ca și conservant în unele vaccinuri - de obicei 25 μg per doză.

## Reacții adverse
Ototoxicitate și nefrotoxicitate. La nivel topic provoacă frecvent reacții alergice.